# Útes

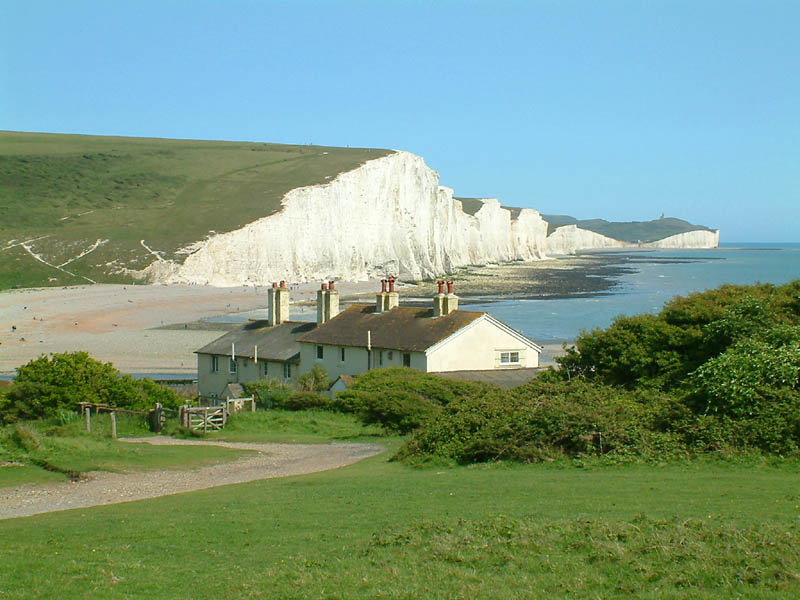
Pobřežní útes Seven Sisters v jižním Sussexu, Velká Británie

Útes je ostré skalisko příkře vystupující nad okolí. Může se nacházet nad terénem v horách, nad pobřežím, vystupovat z mořského dna nad hladinu nebo se skrývat pod ní.
Z hlediska nejen české geologie je útes:
- 1. skalní hřbet (práh, lavice), přibližně v úrovni mořské hladiny, za přílivu ponořený;[1]
- 2. strmé skalní stěny na mořském pobřeží, např. útesy v křídě na pobřeží Lamanšského průlivu a Rujány;[1]
- 3. korálový útes (synonymum: rif) – druh biohermy budovaný útesotvornými organismy tvořícími kolonie a rostoucími v teplých a čistých vodách až k hladině. Spolu s drtí vzniklou rozrušením jejich koster a s malým množstvím chemogenního uhličitanu vápenatého vytvářejí pevná tělesa vystupující nad okolní dno a odolná vůči destrukční činnosti vlnění. Za odlivu mohou být nejvyšší části útesů obnaženy. Nejnápadnějšími koloniálními organismy dnešních útesů jsou sice koráli, avšak často jsou horninotvorně významnější řasy. V geologické minulosti byly útesotvorné i mechovky, stromatopory, tabulátní koráli, rudisti (skupina vymřelých mořských měkkýšů, mlži nadčeledi Hippuritacea[2]) aj.[1]

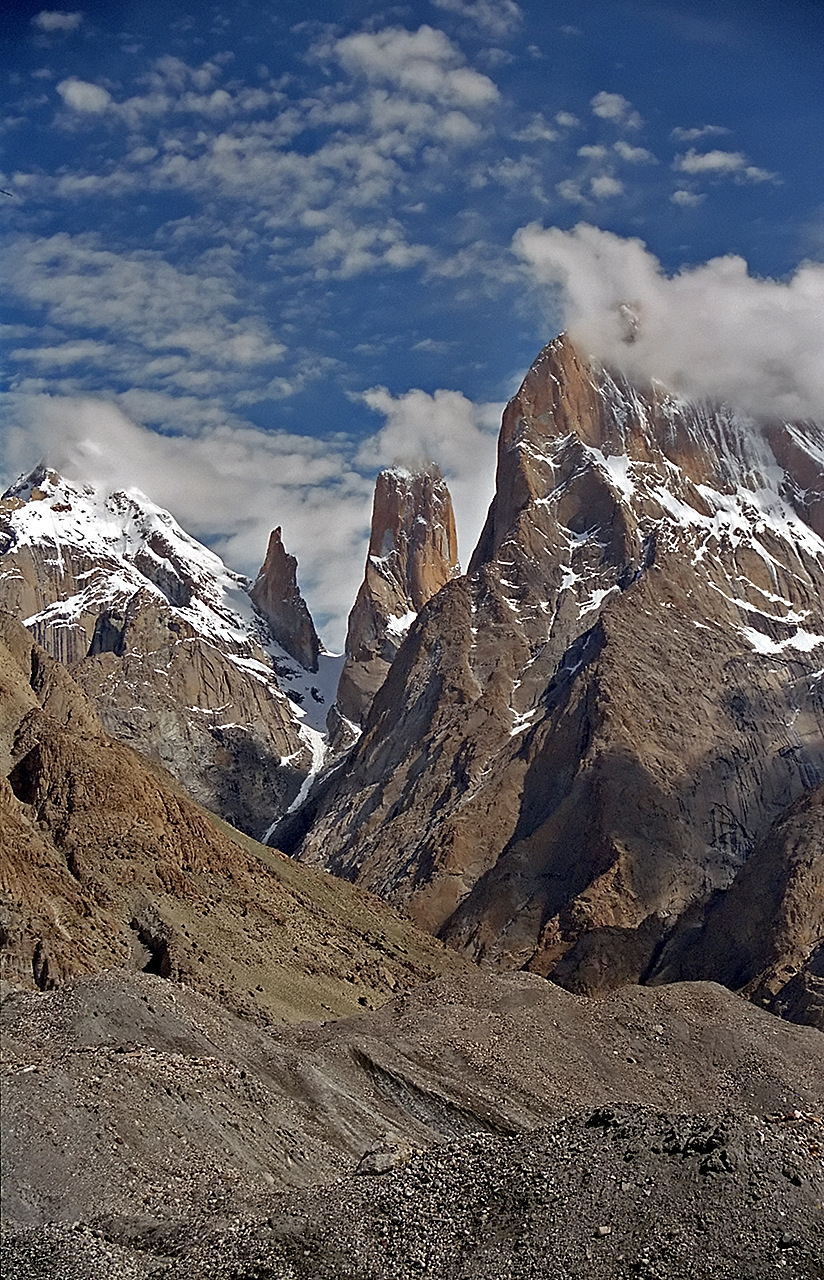
Trango Towers v Pákistánu, jejichž svislé stěny jsou nejvyššími horskými útesy na světě (6286 m n. m.)

Podle tvaru nebo pozice se rozlišují různé útesy:
- kupolovitý útes je menší útes dómovitého tvaru bez laguny a obklopený drtí vzniklou rozrušením útesového materiálu. Větší útes tohoto druhu se někdy nazývá bioherma;[1]
- lemový útes neboli příbřežní se téměř přimyká k pobřeží, takže mezi ním a pevninou nebývá rozsáhlejší laguna;[1]
- bariérový útes je vyvinut dále od pobřeží, takže mezi pobřežím a útesem je různě rozsáhlá laguna. Výjimečným příkladem je Velký bariérový útes, dlouhý asi 2000 km a ležící asi 50 km před severním pobřežím Austrálie;[1]
- atol je kruhovitý až elipsovitý útes, někdy téměř souvisle obepínající centrální lagunu, jindy je tvořen jen drobnými korálovými ostrůvky. Mnohé dnešní atoly byly prvotně lemovými útesy obklopujícími ostrov, který pomalu klesal pod mořskou hladinu. Pokud útesotvorné organismy stačily udržet krok s klesáním, rostly dále vzhůru a vznikl bariérový útes a nakonec atol. V mnohých atolech byly však zjištěny tak velké mocnosti korálových vápenců, že tento způsob vzniku nestačí k jejich vysvětlení. Atol má výraznou zonální stavbu.[1]

## Terminologie
Slovem útes popisuje čeština geomorfologické tvary, pro které mají jazyky především přímořských národů více názvů.[zdroj?]

## Horský nebo pobřežní útes
Útesy vznikají zvětráváním a erozí a obvykle se nalézají na pobřeží, v horských oblastech a podél řek.[zdroj?]  Většinou jsou tvořeny horninami odolnými proti zvětrávání; z usazenin to bývají pískovce, vápence, křída a dolomit, z vyvřelin pak žuly a čediče. U svého úpatí má většina útesů nějakou formu svahové suti. V suchých oblastech nebo pod vysokými útesy to bývá směs sesutých skal, v oblastech s vyšší vlhkostí půdy bývají suťová pole sotva znatelná.
Charakteristickým znakem útesů jsou převisy a vodopády. Někdy z útesů na konci hřebene vyčnívají žebra nebo pokličky tvořené pevnějším druhem hornin.[zdroj?]

## Mořský útes

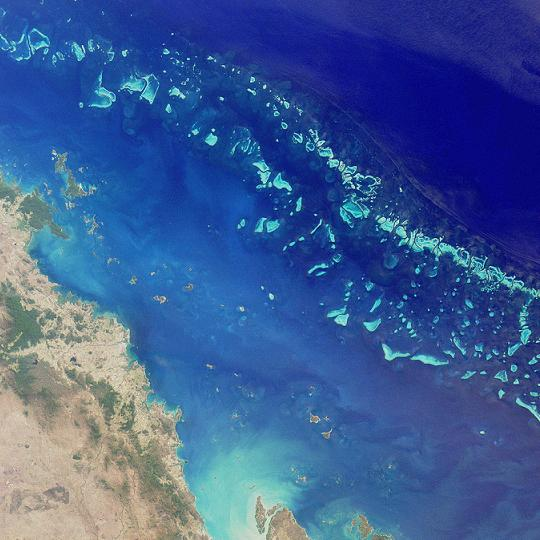
Velký bariérový útes na snímku pořízeném družicí NASA

### Geologická definice
Mnoho útesů vzniká v důsledku geologických abiotických procesů – sopečnou činností, vymýváním mořského dna nebo břehů, erozí vln, skalními sesuvy a dalšími přírodními procesy.
Nejznámější jsou útesy vzniklé působením živé hmoty – hromaděním zkamenělých ostatků kolonií korálů nebo vápenoschránkových řas, především korálové útesy v tropických vodách. Z geologického hlediska jde o druh organických usazenin vytvořený interakcí organismů a jejich prostředí, přičemž biologická skladba těchto organismů se liší od skladby na přilehlém mořském dně. Útesy jsou zpevněny makroskopickou prostorovou kostrou, kterou tvoří schránky korálů nebo vápenitých řas rostoucích nad sebou a která je proměnlivá v závislosti na jiných organismech a anorganických procesech. Předvěké útesy nalézané ve stratigrafických profilech jsou v popředí zájmu geologů, neboť poskytují informace o jejich umístění v minulosti. Navíc má struktura útesů ve sledu sedimentárních hornin diskontinuity, které mohou sloužit jako přístup ke zdrojům fosilních paliv nebo rudných ložisek.
Umělé útesy vznikají lidskou činností. Bývají tvořeny lodními vraky nebo umělými bloky, aby se dosáhlo tvarové rozmanitosti na plochém písečném dnu s cílem přilákat různorodá společenství organismů, zejména ryb.[zdroj?]

### Biotické útesy
Podrobnější informace o tomto útvaru naleznete v článku Korálový útes.
Existuje řada typů biotických útesů včetně útesů tvořených mlži, ale masivní a nejrozšířenější jsou většinou tropické korálové útesy.

Lemový útes vzniká asi 10 000 let, atol až 30 miliónů let

Koráli včetně některých hlavních zaniklých řádů Rugosa a Tabulata byli důležitými staviteli útesů po většinu fanerozoika, počínaje ordovikem. V různých dobách tvořily útesy také další organismy, např. kalcifikující řasy (zejména řasy kmene Rhodophyta) a měkkýši – během období křídy především mlži řádu Hippuritoida. V kambriu to byla zaniklá třída Archaeocyatha s kuželovitými nebo trubkovitými schránkami. Důležitými organismy, které vyplňovaly dutiny útesů, byli příslušníci řádu mechovců. Koráli řádu Scleractinia, kteří mají aragonitové schránky a kteří vytvářejí dnešní živé útesy, se objevili ve středním triasu a během druhohor se postupně stali důležitými tvůrci útesů. Nahradili tak starší vrásčité korály, jejichž schránky byly vápencové a kteří vyhynuli spolu s mnoha jinými živočichy na konci prvohor. Právě z nich se nejspíš soudobí koráli vyvinuli, protože se řídce dochovaly aragonitové schránky vrásčitých korálů z konce permu. Kromě toho byl v několika nejstarších korálech řádu Scleractinia nalezen vápenec. Přesto je možné, že soudobí koráli pocházejí z některého nekalcifikujícího předchůdce, který není příbuzný s vrásčitými korály.
Ačkoli kalcifikované schránky korálů tvoří spolu se sypkými materiály hlavní část pevné složky útesu, organismy, které nejvíce ovlivňují trvalý růst korálových útesů, jsou vápenité řasy. Převážně jde o druhy korálových řas, které svým růstem vyrovnávají erozi útesů způsobenou vlnami oceánu.
Biotické útesy lze podle vztahu k případnému pobřeží dělit na lemové útesy, bezbariérové útesy a atoly. Lemový útes je spojen s ostrovem. Bariérový útes tvoří vápencové bariéry kolem ostrova a vytváří lagunu mezi pobřežím a útesem. Atol je prstencový útes. Čelní útes (ze strany oceánu) je vysoce energetickým místem, kdežto vnitřní laguna má méně energie a sedimentují zde jemnozrnné usazeniny.
Některé korálové útesy mohou být značně dlouhé. Nejdelší je Velký korálový bariérový útes, který se táhne v délce přes 2000 km podél severozápadního pobřeží Austrálie. Je součástí Světového dědictví UNESCO.
Z hlediska mořeplavby je útesem jakýkoli pevný útvar, který se nachází v hloubce menší než 11 metrů.[zdroj?] Podmořské útesy, které jsou trvale skryty pod hladinou, jsou nebezpečím pro lodě.

## Pevninské (vnitrozemské) útesy
Útes, který se nenachází v moři nebo na pobřeží. Svislé stěny Trango Towers v Pákistánu jsou nejvyššími pevninskými a horskými útesy na světě. Mají nadmořskou výšku 6286 m a převýšení kolmých stěn je asi 800 m.
Jak je již vysvětleno výše, výklad pojmu „pevninský útes“ je do jisté míry individuální. 